# Ricardo Martin Díaz
Ricardo Martin Díaz (Valparaíso, 8 de octubre de 1911-Santiago de Chile, 13 de marzo de 2005) fue un abogado chileno, ministro de la Corte Suprema y senador designado.

## Biografía

### Vida personal y estudios
Sus estudios primarios y secundarios los realizó en el Colegio de los Sagrados Corazones de Valparaíso. Estudió en la Facultad de Derecho de la Universidad de Chile, titulándose de abogado en 1935, con la tesis "Contrato de transporte terrestre".
Se casó con Adelina Illanes Fierro, con quien tuvo cuatro hijos. 
En lo académico, fue profesor de Introducción al Derecho y de Derecho Procesal en la Pontificia Universidad Católica de Chile. Asimismo, fue profesor de Educación Cívica y Economía Política en el Colegio María Inmaculada.

### Carrera judicial
Inició su carrera judicial en 1936 como secretario del Juzgado de Letras de Menor Cuantía de Lota, llegando a desempeñarse como juez del mismo tribunal, desde 1937 a 1938. Entre 1939 y 1946 ocupó el cargo de Juez de Letras en la comuna de Florida. Luego, fue designado Relator de la Corte de Apelaciones de esta ciudad, hasta 1948. Posteriormente, se trasladó a Santiago y fue Relator en la Corte de Apelaciones de esta ciudad, hasta 1953, y de la Corte Suprema de Chile, hasta 1958. Ese mismo año fue nombrado Ministro de la Corte de Apelaciones de Santiago.
La consolidación de su trayectoria judicial tiene lugar en 1964, al ser nombrado Ministro de la Corte Suprema de Justicia, cargo que ocupó hasta el año 1971. Posteriormente ejerció como abogado integrante de ese mismo Tribunal, renunciando a este cargo, el 5 de enero de 1990.
Tras el Golpe de Estado de 1973, su nombre fue propuesto como Ministro de Justicia del nuevo gobierno, pero no pudo ser ubicado durante los días posteriores a la intervención militar. Más adelante, durante la dictadura militar, fue presidente de la Comisión de Derechos Humanos del Ministerio de Interior, encargada de estudiar los casos de exilio.
Entre 1990 y 1991, formó parte de la Comisión Nacional de Verdad y Reconciliación. En este contexto, redactó el capítulo por el cual se criticaba al actuar del Poder Judicial frente a las violaciones a los derechos humanos.

### Senador designado
Debido a su calidad de exministro de la Corte Suprema de Justicia de Chile fue designado Senador por el máximo tribunal, por un período de ocho años, junto a Carlos Letelier Bobadilla. El 11 de marzo de 1990 se desempeñó como presidente provisional del Senado para presidir la sesión inaugural de dicho órgano legislativo; fue elegido en dicho cargo provisional al ser el senador de mayor edad en aquel momento.
Entre 1990 y 1998 ejerció como miembro permanente de las Comisiones de Obras Públicas y de Derechos Humanos, presidiendo esta última hasta 1994.
Falleció en Santiago el 13 de marzo de 2005.